# 信濃教育会

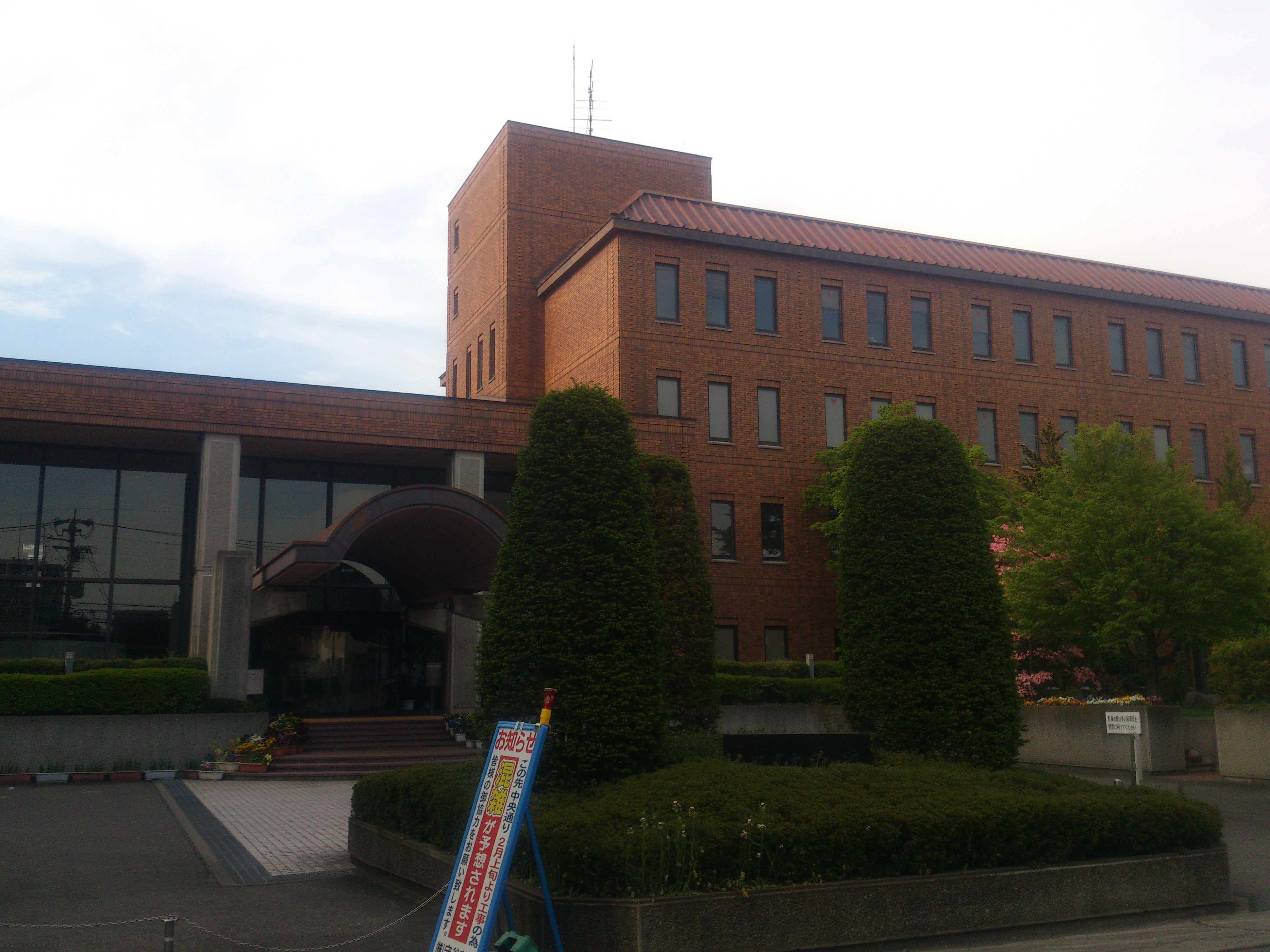
信濃教育会館（長野県長野市旭町）

公益社団法人信濃教育会（こうえきしゃだんほうじんしなのきょういくかい）は、長野県の教育職能団体である。会員の会費により運営している。1886年（明治19年）7月に、「我邦教育の普及改良及びその上進を図る」ことを目的に設立された。初代会長は浅岡一。長野全県をあげての教育運動「信州教育」や、今日まで続刊されている教育雑誌『信濃教育』で知られる。

## 概要
明治初期より、長野における教育への関心は非常に高かった。明治9年の調査で小学校就学率63%（全国第1位）を記録し、同16年の文部省調査による旧国別の寺子屋数調査でも全国1位であった。近世における民衆の文化的蓄積があったことや、寺子屋・私塾の師匠経験者や近代以降に設置された長野師範学校の卒業生らが小学校教員を務めたことも、こうした教育に対する関心の高さを支えていた。

### 信濃教育
こうした長野県における教育を支える側の教員たちの職能団体として成立し、「信州教育」を担ったのが、信濃教育会である。信州教育とは、明治15年に県立長野師範校長として赴任した能勢栄が提唱した概念で、長野県における教育が他府県のそれよりも優れた特質をもつとの評価を与えるものであった。特に日清戦争後には、就学率の高まりを背景に、地域割拠の目立つ長野県の教育界を全県的に盛り立てるため、「汎信州主義」などの語とともに信州教育を強調した。また、1907年（明治40年）には、信濃図書館を開設したが、これは後の長野県立図書館の前身となった。
県下全郡市に部会を持つようになった大正期には、月例集会での会員相互の討論・演説・研究・講習を通じての研鑽や、島木赤彦、土屋文明らを専任の編集主任に迎えた『信濃教育』の刊行 を通じての教育的主張のほか、各地の教師たちによる独自の教育実践が展開された。この時期の教育活動を特徴付けるのは、武者小路実篤らの『白樺』に影響を受けた人道主義的・自由主義的教育で、子供の個性を伸ばすことを重んじるものであった。しかし、1924年（大正13年）、松本師範学校付属小学校で行われていた教科書に頼らない修身授業が文部省視学委員の非難を浴びると（川井訓導事件）、そうした大正自由教育とその担い手であった青年教師たちは、県当局からの非難や処分を受けただけでなく、教育会内部でも孤立し、困難な状況に置かれた。この時期の教育実践の再評価は、第二次大戦後を待たなければならなかった。大戦中の翼賛体制下では、全国で最も多くの満蒙開拓青少年義勇軍を送出し、軍国主義教育に積極的に協力した。1944年11月には国の要請により大日本教育会長野県支部となったが、運営の実権はなおも掌握し続けた。また、他の教育雑誌が大日本教育会の『日本教育』に統合されるなか、『信濃教育』は、用紙を調達できなかったただ一度を除き毎月欠かさず刊行され続けた。敗戦により、大日本教育会が解散すると、1946年11月に会則を変更して信濃教育会に復した。
1949年、GHQ長野軍政部教育課長のウィリアム・A・ケリーが教員のレッドパージを強行すると（ケリー旋風）、長野県教職員組合は弱体化され、それに替わって信濃教育会が長野県における教育に大きな影響力を持つようになった。これは他の都道府県において、教職員組合の結成により各地の教育会が解消するのとは対照的であった。
しかしながら、長野県の高校卒業者の大学進学率の低さに対する指摘 や、信濃教育会の影響力が強い一方で、その影響力が長野県の教育に寄与していないとする世論調査結果もあり
、改革への試みが続けられている。

### 出版事業
信濃教育会の特色のひとつが、出版事業である。その出版物は、児童・生徒を対象とした教科書・学習帳だけでなく、地域の歴史・自然・文化に取材した調査研究など幅広い。主要な出版物を挙げる と、文部省検定『習字』（1889）、『理科学習帳』（第二次大戦終結まで）、『理科教科書』『国語教科書』『家庭科教科書』（戦後、文部省検定教科書）があるほか、1913年（大正2年）から1936年（昭和11年）にかけて、『象山全集』『一茶叢書』『天山全集』『長谷川昭道全集』など、長野県出身の先人たちの業績を集成する出版物が刊行された。近年は、少子化の影響やカラー印刷などの教材作成の負担増やコスト上昇など採算性の問題で、教科書や副教材などの教材作成が難しい現状になっている。

## 沿革
- 1884年（明治17年） - 長野教育談会（信濃教育会の前身）、結成。
- 1886年（明治19年）7月 - 信濃教育会結成。同年10月、月刊誌「信濃教育」創刊。
- 1944年（昭和19年）1月 - 信濃教育会解散、大日本教育会長野県支部となる。
- 1946年（昭和21年）11月 - 信濃教育会の名称復活。
- 1947年（昭和22年） - 教育研究所設置（4月）。株式会社信濃教育会出版部創立（6月10日）
- 1949年（昭和24年）5月19日 - 社団法人設立認可。
- 1951年（昭和26年） - 国語・理科の教科書編集に着手（国語は1967年をもって発行中止）。
- 1961年（昭和36年） - 公益法人として認可を受けて、信濃教育会出版部、社団法人となる。印刷部門を信教印刷株式会社として分離。
- 1983年（昭和58年）10月 - 信濃教育会館落成。
- 1984年（昭和59年）5月 - 信濃教育会館内に信濃教育博物館開館。
- 2011年（平成23年）3月 - 公益社団法人認定。

## 組織
- 教育研究所
- 教育博物館
- 生涯学習センター
- 研究調査部
- 教科書編集部
- 図書編集部
- 雑誌編集部
- 厚生部
- 庶務部

## 所在地
- 社団法人 - 〒380-0846 長野県長野市旭町1098
- 信濃教育会生涯学習センター - 〒399-8204 長野県安曇野市豊科高家796-3

## 注
1. 1 2  「角川日本地名大辞典」編纂委員会編[1990: 56]
2. ↑  信濃毎日新聞社開発局出版部編[1981: 361-362]
3. 1 2 3  信濃毎日新聞社開発局出版部編[1981: 361]
4. ↑  東栄蔵「信州の教育・文化をめぐって」 文藝出版 2018年
5. ↑  “進学率アップ 道半ば”. YOMIURI ONLINE.  読売新聞 (2008年2月14日). 2011年5月11日時点のオリジナルよりアーカイブ。2008年10月25日閲覧。
6. 1 2  “改革に着手 信濃教育会”. YOMIURI ONLINE.  読売新聞 (2008年2月13日). 2011年5月11日時点のオリジナルよりアーカイブ。2008年10月25日閲覧。

## 文献
- 「角川日本地名大辞典」編纂委員会編、1990、『長野県』、角川書店（角川日本地名大辞典20） p.56 ISBN 4040012003
- 信濃毎日新聞社開発局出版部編、1981、『長野県百科事典 補訂版』、信濃毎日新聞社
- 池田錬二著、1978、『長野県の教育に夜明けを』、信州白樺
- 池田錬二著、1984、『再び長野県の教育に夜明けを』、信州白樺